# William Watson (poet)
William Watson, född den 2 augusti 1858 i Yorkshire, död den 13 augusti 1935 i Rottingdean, Sussex, var en engelsk skald.
Watson debuterade 1880 med en självständig diktsamling, som 1884 följdes av Epigrams of art, life and nature och 1890 av Wordsworth's grave, som gav honom anseende. Hans diktning är övervägande politisk, kritisk och filosofisk; den erinrar om äldre skedens resonerande och kontemplativa engelska poesi, är högtidlig och klassicerande i sin stil. Av hans senare arbeten kunna nämnas Lacrimæ musarum (1892), Odes (1894), The year of shame (1896), The hope of the world (1897), For England (1903; om boerkriget, mot imperialismen), New poems (1909), Sable and purple (1910), The heralds of the dawn (1912), The muse in exile (1913), Retrogression (1916), The man who saw (1917), The superhuman antagonists (1919) och kritikerna Excursions (1893). Watsons Collected poems i 2 band utkom 1906. Watson adlades 1917.

## Verk
- The Prince's Quest and Other Poems shaunak (1880)
- Epigrams of Art, Life and Nature (1884)
- Wordsworth’s Grave and Other Poems (1890)
- Poems (1892)
- Lachrymae Musarum (1892)
- Lyric Love: An Anthology (1892)
- Eloping Angels : A Caprice (1893)
- The Poems of William Watson (1893)
- Excursions in Criticism: Being Some Prose Recreations Of A Rhymer (1893)
- Odes and Other Poems (1894)
- The Father of the Forest & Other Poems (1895)
- The Purple East: A Series Of Sonnets On England's Desertion of Armenia (1896)
- The Year of Shame (1897)
- The Hope of the World and Other Poems (1898)
- The Collected Poems of William Watson (1899)
- Ode on the Coronation of King Edward VII (1902)
- Selected Poems (1903)
- For England. Poems Written During Estrangement (1904)
- New Poems (1909)
- Sable and Purple (1910)
- The Heralds of the Dawn: A Play in Eight Scenes (1912)
- The Muse in Exile (1913)
- Pencraft. A Plea For The Older Ways (1916)
- The Man Who Saw: and Other Poems Arising out of the War (1917)
- Retrogression and Other Poems (1917)
- The Superhuman Antagonists and Other Poems (1919)
- "Ireland Unfreed. Poems and Verses written in the early months of 1921" (1921)